# Wieland Wege
Wieland Wege (Gollnow, 6 gennaio 1934 – Brest, 19 luglio 2022) è stato un artista e pittore tedesco.
Si è laureato all'Accademia di Belle Arti di Amburgo (HFBK Hamburg) nel 1955. Fu allievo di artisti del calibro di Alfred Mahlau e Heinz Trökes.
Si è inoltre diplomato all'Accademia di belle arti di Urbino in tecniche di stampa. 
Ha vissuto e dipinto in Germania, Stati Uniti ed Italia, dove ha trascorso la maggior parte della sua vita. 
Ogni anno andava regolarmente in Bretagna, a Le Conquet, Brest e altri luoghi, dipingendo e realizzando varie mostre.
Muore a Brest, nel nord della Francia, il 19 luglio 2022.
Il regista francese Guy Le Saut ha inoltre realizzato un documentario sulla sua arte e sulla sua persona dal titolo “Ritratto di un pittore. Una storia d’amore con il paese d’Iroise”. Ha effettuato studi e ricerche personali nel campo dell’arte anche a Roma, Parigi e New York, dove ha lavorato come illustratore e direttore artistico della W. R. Grace Division dal 1964 al 1972. Ha ottenuto vari riconoscimenti nel corso della sua carriera come il primo premio internazionale all mostra dei pittori di Minneapolis nel 1958.

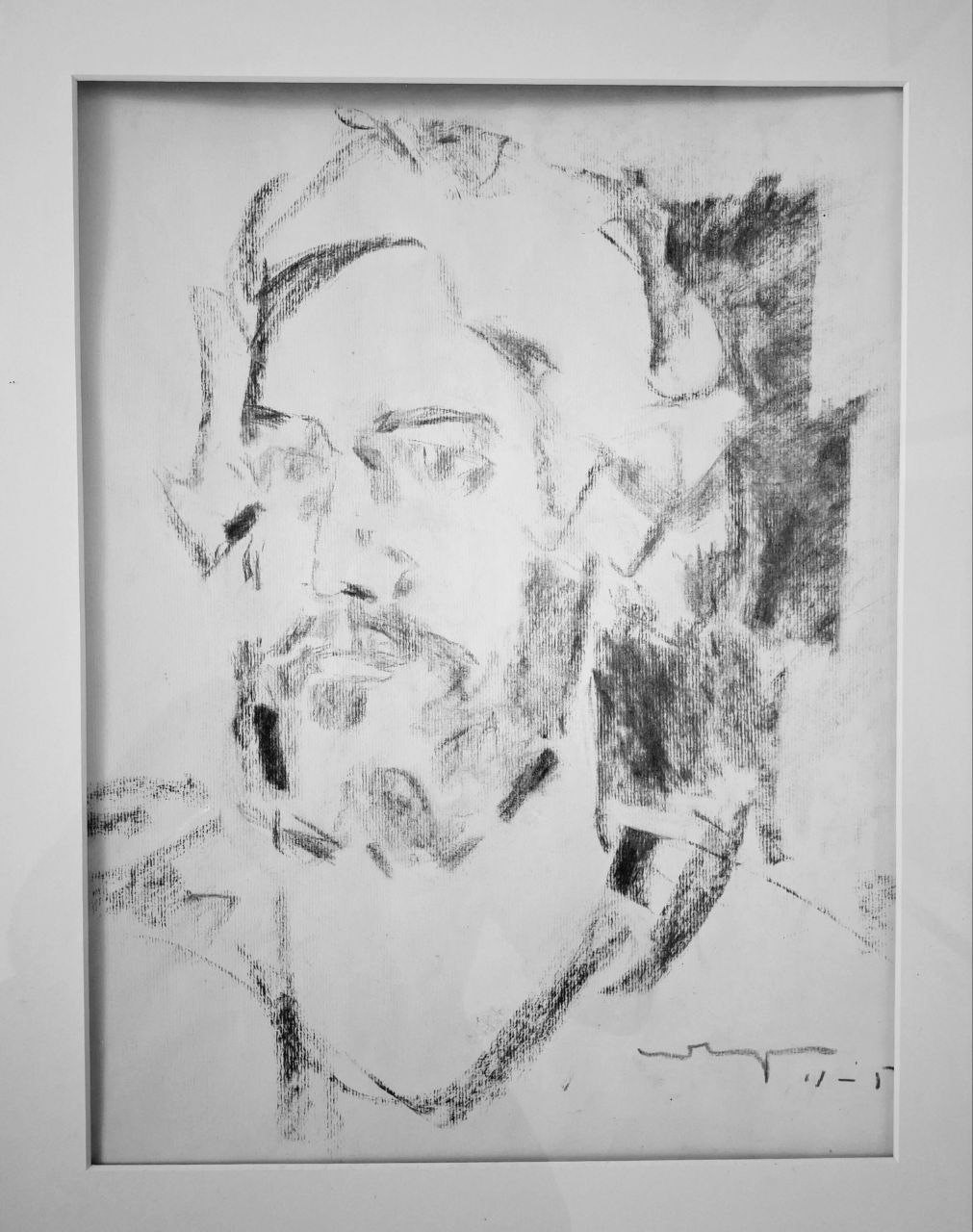
Ritratto a carboncino di Emanuele Tartarini eseguito da W.Wege

L’artista è rimasto sempre legato ad alcuni luoghi del cuore, come la nativa Pomerania, la Bretagna di cui era innamorato e l’Italia, dove ha vissuto la maggior parte della sua vita, in Toscana, nelle zone della Versilia, che ha spesso dipinto. In Versilia ha effettuato delle mostre di acquarelli e sarà realizzata una mostra delle sue opere a Seravezza, promossa da un suo collaboratore e amico, Emanuele Tartarini, che nel 2018 curò la prefazione di un suo libro di disegni e dal 2005 si dedicò all’amicizia col pittore e all’apprendere da lui le sue concezioni artistiche e le tecniche che utilizzava, condividendo la passione per il disegno, la pittura e l’arte in generale.